# Mak Ka Lok
Mak Ka Lok (Hongkong, 17 augustus 1965) is een Macaus autocoureur.

## Carrière
Mak won in 1999 de Macau Cup Race in de Groep A-klasse. In 2008 debuteerde hij in het Asian Touring Car Championship met een Honda Accord. Ook werd hij dat jaar tweede in de Macau CTM Race met een Honda Integra. In 2009 nam hij deel aan het Macau Touring Car Championship en het Chinese Touring Car Championship, waarin hij respectievelijk als zevende en elfde eindigde. In 2010 keerde hij terug in het ATCC, waarin hij derde werd in de S2000-klasse. Ook werd hij zestiende in het MTCC, waar hij in 2011 als zesde, in 2012 als zevende en in 2013 als achtste eindigde.
In 2011 maakte Mak zijn debuut in het World Touring Car Championship. In een BMW 320si reed hij voor het team RPM Racing Team in zijn thuisrace op het Circuito da Guia, maar wist in geen van beide races de finish te halen. In 2012 reed hij opnieuw zijn thuisrace voor RPM, ditmaal eindigde hij als 21e en zestiende. In 2013 nam hij naast zijn thuisrace ook deel aan de races op het Suzuka International Racing Course en het Shanghai International Circuit, waarin een dertiende plaats in de tweede race in Macau zijn beste resultaat was.